# Réveillon (Marne)
Réveillon je francouzská obec v departementu Marne v regionu Grand Est. Žije zde 105 obyvatel.

## Poloha obce
Obec leží na jihozápadě departementu Marne u jeho hranic s departementem Seine-et-Marne, tedy i u hranic regionu Grand Est s regionem Île-de-France.

### Sousední obce
| Růžice kompasu |                                          | Villeneuve-la-Lionne |          | Růžice kompasu |
| Růžice kompasu |                                          | Sever                | Joiselle | Růžice kompasu |
| Růžice kompasu | Réveillon                                |                      | Joiselle | Růžice kompasu |
| Růžice kompasu | Jih                                      |                      | Joiselle | Růžice kompasu |
| Růžice kompasu | Saint-Martin-du-Boschet (Seine-et-Marne) |                      | Neuvy    | Růžice kompasu |